# Kel-Tec PMR-30

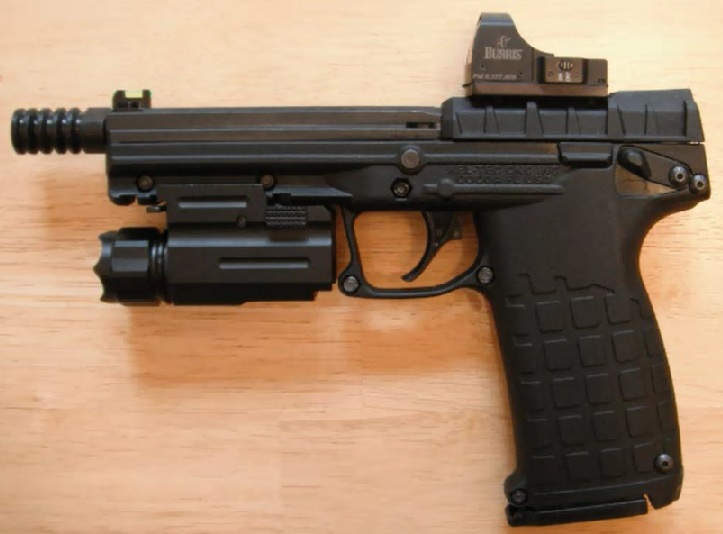
PMR-30 нового поколения с прицелом Burris FastFire II, фонариком, 5-дюймовым стволом, 2012

Kel-Tec PMR-30 — самозарядный пистолет производства Kel-Tec, выпущенный в 2010 году для гражданского рынка. Использует патрон кольцевого воспламенения .22 WMR.

## Описание
Пистолет использует автоматику с полусвободным затвором. В данной схеме ствол пистолета имеет возможность незначительного отката назад под действием сил трения, возникающих между стенками гильзы и патронником пистолета в начальный период выстрела, пока давление в стволе ещё велико. Основу конструкции пистолета составляет алюминиевая рамка, скрытая внутри пластикового кожуха, формирующего пистолетную рукоятку, спусковую скобу и планку Пикатинни под стволом. В рамке установлен стальной вкладыш, крепящийся к ней поперечным штифтом, а на вкладыш установлены ствол и возвратная пружина с направляющим стержнем. Затвор стальной, в задней части имеет пластиковый кожух, на котором выполнены насечки и неподвижный целик. Ударно-спусковой механизм одинарного действия. Рычажки предохранителя находятся на обеих сторонах рамки пистолета. Защёлка магазина находится в основании рукояти снизу. Прицельные приспособления нерегулируемые, с цветными фиброоптическими вставками для более удобной стрельбы. Магазин пластиковый, двухрядный, на 30 патронов, с показателями количества патронов, расположен полностью в рукояти пистолета. При разборке пистолета нужно убрать всего один штифт.
Пистолет Kel-Tec PMR-30 разработан американской компанией Kel-Tec CNC Industries Co, под руководством известного конструктора-оружейника шведского происхождения Георга Къелгрена (George Kellgren). Выпуск пистолета начат в 2010 году, главным образом для гражданского рынка, в качестве оружия для тренировочной стрельбы, охоты на мелкую дичь, добора подранков, отстрела шакалов и прочих сельхозвредителей, а также как оружие самообороны для тех, кому трудно переносить отдачу оружия под более мощный патрон. Пистолет Kel-Tec PMR-30 имеет небольшую массу и малую отдачу, что в сочетании с магазином значительной ёмкости (30 патронов) способствует ведению беглого прицельного огня и делает его серьёзным оружием. Дульная энергия пули патрона .22 WMR при стрельбе из этого пистолета составляет порядка 190 Джоулей (для сравнения: у «Нагана» дульная энергия патрона 285 Дж, у пистолета ПСМ — 185 Дж.).